# Algorfa
Algorfa é um município da Espanha na província de Alicante, Comunidade Valenciana. Tem 19,78 km² de área e em 2021 tinha 3 396 habitantes (densidade: 171,7 hab./km²).

## Demografia
| Variação demográfica do município entre 1991 e 2004 | Variação demográfica do município entre 1991 e 2004 | Variação demográfica do município entre 1991 e 2004 | Variação demográfica do município entre 1991 e 2004 |
| --------------------------------------------------- | --------------------------------------------------- | --------------------------------------------------- | --------------------------------------------------- |
| 1991                                                | 1996                                                | 2001                                                | 2004                                                |
| 1093                                                | 1140                                                | 1710                                                | 1956                                                |